# Pholidocercus
Pholidocercus es un género extinto de mamíferos placentarios de la familia Amphilemuridae, relacionado y parecido a los erizos actuales. 

## Descripción
Como el erizo, Pholidocercus estaba cubierto de pinchos delgados, pero a diferencia de este, tenía escamas en la cabeza como si fueran un casco, y tenía una larga y gruesa cola con escamas. Se han encontrado restos de Pholidocercus en el Sitio fosilífero de Messel (Alemania).
- Ausencia del proceso timpánico basisfenoide bien desarrollado, lo diferencia de erinaceomorfos post-Paleógeno.
- Simetría craneal distorsionada, posiblemente por compresión postmortem.
- No muestra estructuras que cumplan una función auditiva timpánica desarrollada, lo que puede reflejar diferencias evolutivas significativas.[1]